# Liste der Kulturgüter in Breggia
Die Liste der Kulturgüter in Breggia enthält alle Objekte in der Gemeinde Breggia im Kanton Tessin, die gemäss der Haager Konvention zum Schutz von Kulturgut bei bewaffneten Konflikten, dem Bundesgesetz vom 20. Juni 2014 über den Schutz der Kulturgüter bei bewaffneten Konflikten sowie der Verordnung vom 29. Oktober 2014 über den Schutz der Kulturgüter bei bewaffneten Konflikten unter Schutz stehen.
Objekte der Kategorien A und B sind vollständig in der Liste enthalten, Objekte der Kategorie C fehlen zurzeit (Stand: 1. Januar 2023).

## Kulturgüter
| Foto |                                                                                             | Objekt                                                                                                   | Kat. | Typ | Standort                                         | Beschreibung |
| ---- | ------------------------------------------------------------------------------------------- | --- | ---- | --- | ------------------------------------------------ | ------------ |
| ja   | Datei hochladen · Wikidata zu Haus Cantoni (Q29527093)                                      | Casa Cantoni KGS-Nr.: 05350                                                                              | A    | G   | Cabbio, Via Centrale 6 724768 / 84254            |              |
| BW   | Datei hochladen · Wikidata zu (Q29527096)                                                   | Nevèra, Alpe Genor KGS-Nr.: 10291                                                                        | A    | G   | Muggio 723058 / 86695                            |              |
| ja   | Datei hochladen · Wikidata zu Mulino, Bruzella (Q29884109)                                  | Mühle / Mulino KGS-Nr.: 05348                                                                            | B    | G   | Bruzella, Via Cantonale 724419 / 83188           |              |
| BW   | Datei hochladen · Wikidata zu Pfarrkirche San Salvatore (Q3668754)                          | Pfarrkirche San Salvatore / Chiesa parrocchiale di San Salvatore KGS-Nr.: 05351                          | B    | G   | Cabbio 724851 / 84338                            |              |
| ja   | Datei hochladen · Wikidata zu Öffentlicher Brunnen und Waschhaus mit Säulengang (Q29884106) | Öffentlicher Brunnen und Waschhaus mit Säulengang / Fontana pubblica e lavatoio porticato KGS-Nr.: 05352 | B    | G   | Cabbio, Via alle Fontane 724770 / 84054          |              |
| BW   | Datei hochladen · Wikidata zu (Q3673263)                                                    | Pfarrkirche Santa Maria Assunta / Chiesa parrocchiale di Santa Maria Assunta KGS-Nr.: 05367              | B    | G   | Caneggio, Via al Sagrato 723614 / 81403          |              |
| BW   | Datei hochladen · Wikidata zu Pfarrkirche San Giovanni Evangelista (Q3670517)               | Pfarrkirche San Giovanni Evangelista / Chiesa parrocchiale di San Giovanni Evangelista KGS-Nr.: 05625    | B    | G   | Morbio Superiore, San Giuan 722947 / 80199       |              |
| BW   | Datei hochladen · Wikidata zu Oratorium Sant’Anna (Q3884783)                                | Oratorium Sant’Ana / Oratorio di Sant’Ana KGS-Nr.: 05626                                                 | B    | G   | Morbio Superiore, Piazza Sant’Ana 722935 / 79980 |              |
| BW   | Datei hochladen · Wikidata zu Oratorium San Martino (Q117229440)                            | Oratorium San Martino / Oratorio di San Martino KGS-Nr.: 05627                                           | B    | G   | Sagno, a San Martín 2000a.99 723646 / 79763      |              |
| ja   | Datei hochladen · Wikidata zu Pfarrkirche San Lorenzo (Q3670869)                            | Pfarrkirche San Lorenzo / Chiesa parrocchiale di San Lorenzo KGS-Nr.: 05636                              | B    | G   | Muggio, Via Principale 724521 / 84654            |              |
| BW   | Datei hochladen                                                                             | Waschhaus / Lavatoio KGS-Nr.: 05638                                                                      | B    | G   | Muggio, Via Principale 724483 / 84890            |              |
| BW   | Datei hochladen                                                                             | Pfarrkirche San Michele Arcangelo / Chiesa parrocchiale di San Michele Arcangelo KGS-Nr.: 05718          | B    | G   | Sagno, Salita alla Chiesa 4 724302 / 79647       |              |
| BW   | Datei hochladen · Wikidata zu Ethnographisches Museum des Valle di Muggio (Q3868364)        | Ethnografisches Museum des Valle di Muggio / Museo etnografico della Valle di Muggio KGS-Nr.: 08569      | B    | S   | Cabbio, Via Centrale 6 724765 / 84250            |              |
| BW   | Datei hochladen                                                                             | Alpe Pianspessa KGS-Nr.: 17208                                                                           | B    | G   | Muggio 723068 / 84754                            |              |